# Zilla macroptera
Zilla macroptera là một loài thực vật có hoa trong họ Cải. Loài này được Coss. miêu tả khoa học đầu tiên năm 1856.